# 奥さまは外国人
『奥さまは外国人』（おくさまはがいこくじん）は、2006年4月18日から2007年6月19日までテレビ東京系列局で放送されていたテレビ東京製作のトークバラエティ番組である。

## 概要
日本に嫁いできた外国人女性をスタジオに招き、司会の三宅裕司と武田鉄矢が彼女たちとトークをしていた番組。外国人妻が作る異国情緒あふれる料理も併せて紹介していた。
番組はオープニングで外国人妻の暮らしぶりなどを撮影したVTRを流した後、中村正の「そうなのです。隣の奥さまは外国人だったのです」というナレーションで始まっていた。このナレーションは、かつて中村がナレーターを務めていた海外ドラマ『奥さまは魔女』（日本語吹き替え版）のパロディである。

## 放送時間
いずれも日本標準時。
- 火曜 20:00 - 20:54 （2006年4月18日 - 2006年9月19日）
- 火曜 19:00 - 19:56 （2006年10月17日 - 2007年6月19日） - 移動とともに放送枠が2分拡大。

## ネット局
- テレビ東京系列：同時ネット
- 長野朝日放送：土曜 15:00 - 15:55[1]

## 出演者

### 司会
- 三宅裕司
- 武田鉄矢

### アシスタント
- 正木あずみ

### ナレーター
- 石井正則（アリtoキリギリス）
- 玉川美沙
- 中村正

## エンディングテーマ
- 流星（熊木杏里）
- ビアンカの奇跡（海援隊）